# Apple IIc Plus
 је био преносни рачунар, производ фирме Епл (Apple) који је почео да се израђује у САД током 1988. године.
Користио је 65C02 као централни микропроцесор а RAM меморија рачунара APPLE IIc Plus је имала капацитет од 128 KB.
Као оперативни систем кориштен је DOS 3.3, ProDOS, UCSD Pascal.
 је био шести и финални модел у Apple II серији личних рачунара. Плус у имену је означавао додатне могућности изнад оригиналног преносивог Apple IIc рачунара, као што је повећан капацитет флопи-дискова (уграђени 3,5-инчни флопи уређај је замијенио 5,25-инчни), повећана брзина процесора, и стандардизација компоненти. Развој овакве 8-битне машине је био критикован због појаве знатно напреднијег 16-битног рачунара Apple IIGS.

## Детаљни подаци
Детаљнији подаци о рачунару APPLE IIc Plus су дати у табели испод.
|                       | |
| [ 1 ]                 | |
| Произвођач            | Епл |
| Тип                   | преносни рачунар |
| Меморија              | 128 |
| Поријекло             | Сједињене Америчке Државе |
| Година                | 1988 |
| Тастатура             | Тастатура са пуним помаком тастера                                                                                                  |
| Процесор              | |
| Фреквенција процесора | 4 |
| RAM                   | 128 |
| ROM                   | 128 KB, садржи AppleSoft Basic |
| Текст                 | 40 x 24 / 80 x 24 |
| Графика               | (модови за читав екран) : 40 x 48 (16 редова) / 80 x 48 (16 редова) / 280 x 192 (6 редова) / 140 x 192 (16 редова) / 560 x 192 (16) |
| Боја                  | 16 (256 боја са додатком из 1989)                                                                                                   |
| Звук                  | један канал (Apple IIc Plus ради на 4Mhz, па је звук од Apple II програма изобличен, али брзина се може смањити до 1Mhz).           |
| Димензије             | 320 x 150 x 45 mm |
| Портови               | |
| Оперативни систем     | |